# Carencro
Carencro – miasto w Stanach Zjednoczonych, w stanie Luizjana, w parafii Lafayette. Miejscowość zamieszkuje 7634 mieszkańców.

## Współpraca
Miejscowości partnerskie:
- Dieppe, Kanada
- Leuze-en-Hainaut, Belgia